# Sherlock, Lupin e io
Sherlock, Lupin e io è una serie di romanzi narranti le avventure dei giovani Sherlock Holmes, Arsène Lupin e Irene Adler scritti dallo scrittore, traduttore e sceneggiatore italiano Alessandro Gatti con lo pseudonimo proprio di Irene Adler. 
Si tratta di romanzi brevi di genere giallo, specificatamente ideati per ragazzi, pubblicati da Piemme.

## Trama
La serie racconta le avventure degli astuti ragazzini che riescono a scoprire i misteri dietro grandi crimini dell'epoca e spiega l'origine di molte caratteristiche incomprese dei personaggi, ad esempio racconta il perché della diffidenza, da parte del famoso investigatore fittizio Sherlock Holmes, nei confronti della famosa polizia londinese Scotland Yard.

## Caratteristiche dell'opera
La storia è narrata in prima persona dalla "signorina Adler" (che poi si scoprirà essere nata in una famiglia differente da quella Adler). 
I libri numerati sono per il momento ventidue, più due edizioni speciali usciti uno nel 2018 e l'altro nel 2019, per un totale di ventiquattro libri pubblicati. Le illustrazioni sono di Iacopo Bruno.

## Ambientazione
La serie di romanzi è ambientata in diverse città del mondo, e la storia si svolge in un arco narrativo che va dal 1870 al 1873. La maggior parte sono ambientati a Londra. Di seguito l'elenco dei libro con   ambientazione corrispondente:
Vol. N1: Saint Malo
Vol. N2: Londra
Vol. N3: Londra
Vol. N4: Évreux
Vol. N5: Davos
Vol. N6: Parigi
Vol. N7: Londra
Vol. N8: Londra
Vol. N9: Londra
Vol. N10: Londra
Vol. N11: Glasgow
Vol. N12: Farewell's Head
Vol. N13: New York/Londra

## Personaggi
I tre protagonisti sono gli adolescenti Sherlock Holmes, Arsène Lupin e Irene Adler. Ci sono anche molti personaggi secondari ricorrenti, come Orazio Nelson, il misterioso ed incredibilmente astuto maggiordomo degli Adler, Leopoldo Adler, il gentile padre di Irene, Geneviève Adler, Madre di Irene, Mycroft Holmes, fratello di Sherlock, Théophraste Lupin, il circense padre di Arsène.
Dal quattordicesimo libro in poi la protagonista è Irene Mila Adler, figlia adottiva di Irene.

## Romanzi e racconti
- Vol. 1. Il trio della dama nera - (2011)
- Vol. 2. Ultimo atto al teatro dell'opera - (2012)
- Vol. 3. Il mistero della rosa scarlatta - (2012)
- Vol. 4. La cattedrale della paura - (2013)
- Vol. 5. Il castello di ghiaccio - (2013)
- Vol. 6. Le ombre della Senna - (2014)
- Vol. 7. L'enigma del Cobra Reale - (2014)
- Vol. 8. La sfinge di Hyde Park - (2014)
- Vol. 9. Caccia alla volpe con delitto - (2015)
- Vol. 10. Il signore del crimine - (2015)
- Vol. 11. Il porto degli inganni - (2015)
- Vol. 12. La nave degli addii - (2016)
- Vol. 13. Doppio finale - (2016)
- Vol. 14. In cerca di Anastasia - (2016)
- Vol. 15. L'enigma dell'uomo con il cilindro - (2017)
- Vol. 16. La maschera dell'assassino  - (2017)
- Vol. 17. Un delitto a Natale - (2017)
- Vol. 18. Trappola mortale per Mister Holmes - (2018)
- Vol. Speciale. I più grandi casi di Sherlock Holmes - (2018)
- Vol. 19. Omicidio in prima classe - (2018)
- Vol. 20. Intrigo a Costantinopoli - (2018)
- Vol. Speciale. I misteri di Londra nei racconti di Arthur Conan Doyle - (2019)
- Vol. 21. Grande inganno al Royal Hotel - (2019)
- Vol. Speciale. Cinque misteri per Natale - (2019)
- Vol. 22. Un ultimo ballo, Mr Holmes - (2020) (ULTIMO)

### Vol. 1.Il trio della dama nera
Il romanzo inizia nel 1870 (durante il periodo della guerra tra Prussia e Francia) con una normale villeggiatura della signorina Adler, di nome Irene, figlia di un ferroviere, Leopoldo Adler, e di sua moglie, una nobile aristocratica, in vacanza con la madre in una cittadina francese di nome Saint-Malo, in compagnia della servitù e, in particolare, del maggiordomo di famiglia Orazio Nelson, un signore nero rimasto al servizio della famiglia, originaria d'America, anche dopo la promulgazione delle leggi contro il predominio razziale bianco. Il caso vuole che Irene, annoiata, mentre sta passeggiando incontra il giovane e anche un po' sbruffoncello William Sherlock Holmes, anche lui in vacanza con i suoi due fratelli (Mycroft, il maggiore, e Violet, la minore) e con sua madre. Sherlock, così chiamato dalla ragazzina dopo essersi conosciuti, inizialmente presta più attenzione al libro che stava leggendo che alla nuova amica, pensando forse che non fosse abbastanza interessante, ma quando capisce che lo è, la porta in una zona nascosta sulla costa, dove la signorina Adler fa la conoscenza di un amico di Holmes, colui che poi sarebbe diventato uno dei più grandi ladri gentiluomini della storia, almeno secondo Irene, ovvero Arsène Lupin. Arsène era figlio di un acrobata di nome Théophraste che lavorava per un circo mobile momentaneamente stabilitosi nella cittadina. Subito i tre diventano grandi amici e trascorrono le loro giornate su un'isoletta un tempo usata come base militare ma ora abbandonata. Un giorno però avviene un fatto misterioso quanto macabro: viene ritrovato, proprio dal trio, il cadavere di, a prima vista, un nobile benestante. Nelle tasche ci sono delle pietre e un bigliettino con scritto : "Il mare cancellerà le mie colpe". Mentre osservano il corpo, Irene nota una sagoma scura sulla costa che li osserva e non può fare a meno che scacciare un urlo di terrore, anche se i suoi amici sembrano, inizialmente, non crederle. Un'avventura sul filo del rasoio che porterà i tre amici in un vortice criminale. Scotland Yard brancola nel buio. Toccherà a qualcun altro risolvere il caso.

### Vol. 2.Ultimo atto al teatro dell'Opera
Lupin non si presenta a un appuntamento a Londra con Irene e Sherlock. Suo padre Théophraste è accusato dell’omicidio di Alfredo Santi, segretario del grande compositore Giuseppe Barzini. I ragazzi avviano un’indagine per scagionarlo e smascherare il più insospettabile dei colpevoli.

### Vol. 3.Il mistero della rosa scarlatta
Sul Times di Londra viene pubblicato uno strano problema scacchistico firmato “Il Frate Nero” che incuriosisce Sherlock perché è scritto in un codice sconosciuto. All'indomani un ricco mercante viene ucciso e sul luogo del delitto viene ritrovata una rosa scarlatta, firma di un audace gruppo di criminali che girava per le vie di Londra vent'anni prima. La Banda della Rosa Scarlatta è tornata?

### Vol. 4.La cattedrale della paura
Dopo il trasferimento della sua famiglia a Evreux, in Normandia, Irene incontra una dama misteriosa che le sussurra oscure parole su un pericolo che minaccia sua madre. I tre ragazzi si trovano ad affrontare una serie di eventi inquietanti e scoprono una cripta segreta nei sotterranei di Parigi dove è custodita un’antica reliquia di immenso valore…

### Vol. 5.Il castello di ghiaccio
Dopo avere conosciuto la sua vera madre, Irene, turbata dai cambiamenti avvenuti nella sua vita, si aggrappa all'amicizia che la lega a Sherlock e ad Arsène. All'inizio dell'estate, il trio si riunisce a Davos-Platz, sul magnifico sfondo delle Alpi svizzere. Dietro il tranquillo viavai dei villeggianti si nasconde però un intrigo internazionale. Irene e i suoi amici si troveranno coinvolti nelle trame di un grande criminale, e con un'audace spedizione al lugubre castello che domina la vallata lo spingeranno a scoprire le sue carte.

### Vol. 6.Le ombre della Senna
La guerra con la Prussia è da poco finita e la famiglia Adler ha deciso di trascorrere un'intera settimana nel vecchio appartamento di Parigi, per provare ad assaporare la vita di prima. Con grande gioia di Irene, Sherlock e Lupin la raggiungono, e i tre amici si trovano ben presto a indagare sulla sparizione del cugino di Arsène, nobile e sognatore. Per seguirne le tracce e ritrovarlo dovranno calarsi nei torbidi bassifondi della città e destreggiarsi in un pericoloso scontro tra bande criminali. E questa volta toccherà proprio a Irene impedire che un'altra guerra cominci...

### Vol. 7.L'enigma del cobra reale
Ritornata a Londra insieme al padre, Irene non ha il tempo di gioire per avervi ritrovato gli amici Sherlock e Arsène che un evento turba la quiete della sua casa: Orazio Nelson, il prezioso maggiordomo della famiglia Adler, è scomparso, lasciando soltanto un biglietto di poche parole. Irene decide di indagare e i tre ragazzi si ritrovano così ad affrontare una vicenda che ruota intorno a un misterioso crimine che sembra affondare le proprie radici nelle lontane colonie indiane.

### Vol. 8.La sfinge di Hyde Park
Il Natale è alle porte. Irene, Sherlock e Arsène si ritrovano a Londra. Proprio mentre l'umore di Holmes si sta irrimediabilmente incupendo, come sempre durante le feste, un improvviso mistero trascina i tre in una temeraria avventura: il direttore del British Museum è stato assassinato in circostanze enigmatiche, che spingono i giornali a scrivere di un'oscura maledizione che affonderebbe le sue radici nell'antico Egitto. Irene, Sherlock e Lupin indagano, dipanando il filo  di un caso inquietante, fino all'ultimo colpo di scena.

### Vol. 9.Caccia alla volpe con delitto
Londra, 1872. Irene è preoccupata per suo padre. Per distoglierlo dai suoi foschi pensieri, un amico lo invita a trascorrere qualche giorno in campagna, in una splendida tenuta, dove Irene potrà dedicarsi alla lettura e all'equitazione mentre il padre parteciperà alla caccia alla volpe. Ma in quella cornice di calma apparente, un uomo sparisce e nessuno lo cerca. Irene capisce che qualcosa non torna e manda a Sherlock e Lupin una richiesta di aiuto. E così i tre amici si troveranno a indagare su un nuovo caso, che affonda le radici in un'oscura vicenda del passato.

### Vol. 10.Il signore del crimine
L'arrivo della primavera non rallegra Sherlock Holmes, impaziente di occupare la sua mente geniale con una nuova indagine. Così, per gioco, Irene propone all'amico l'analisi di una serie di inspiegabili casi di cronaca. E difatti, il senso logico di Sherlock Holmes individua un sinistro, invisibile filo che li unisce... Ha così inizio un'autentica sfida con un misterioso genio criminale che, in un susseguirsi di colpi di scena, condurrà Sherlock, Lupin e Irene a una folgorante rivelazione finale.

### Vol. 11Il porto degli inganni
Un vecchio amico torna dal passato per proporre al padre di Irene un affare vantaggioso e di certo singolare: l'acquisto di un castello in Scozia. Irene, Sherlock e Arsène accompagnano il signor Adler nel suo viaggio verso nord. Ma la bellezza del maniero affacciato sulle placide rive del fiume Clyde non basta a nascondere l'atmosfera minacciosa che vi dimora. Inquietanti messaggi notturni e l'arrivo di un eccentrico viaggiatore venuto da lontano rendono il mistero ancora più fitto. E Irene sta per scoprire che la verità custodita tra le mura del castello è destinata a cambiare per sempre la sua vita.

### Vol. 12La nave degli addii
Da settimane Irene non ha notizie delle persone a lei più care. Suo padre Leopoldo, il fedele Orazio e perfino Sherlock e Arsène sono tornati alla loro vita di sempre, a Londra. Quanto a Irene, o meglio, alla principessa von Hartzenberg, è stata portata in una località segreta nel nord del Galles. E Farewell's Head, l'austera villa a picco sul mare in cui risiede ora con la madre Sophie, è la sua prigione d'oro. Ma presto, fatti misteriosi iniziano ad accadere. Forse la villa non è sicura come sembra, e la chiave di quella prigione non è nelle mani di chi credono tutti...

### Vol. 13Doppio finale
New York, inverno 1873. Irene ripensa a una vicenda vissuta a Londra, mesi prima, con i suoi grandi amici Sherlock e Lupin. Il filo dei ricordi si dipana veloce tra l'incontro con un uomo che racconta una strana storia, un delitto senza cadavere e la scoperta di una rete di gallerie nel sottosuolo della città. Un vero e proprio labirinto sotterraneo, dove i tre ragazzi portano avanti la loro indagine, mossa dopo mossa, intuizione dopo intuizione, fra incognite e rischi, in quella che si rivelerà ancora una volta un'avventura indimenticabile.